# Ocho minutos y 46 segundos

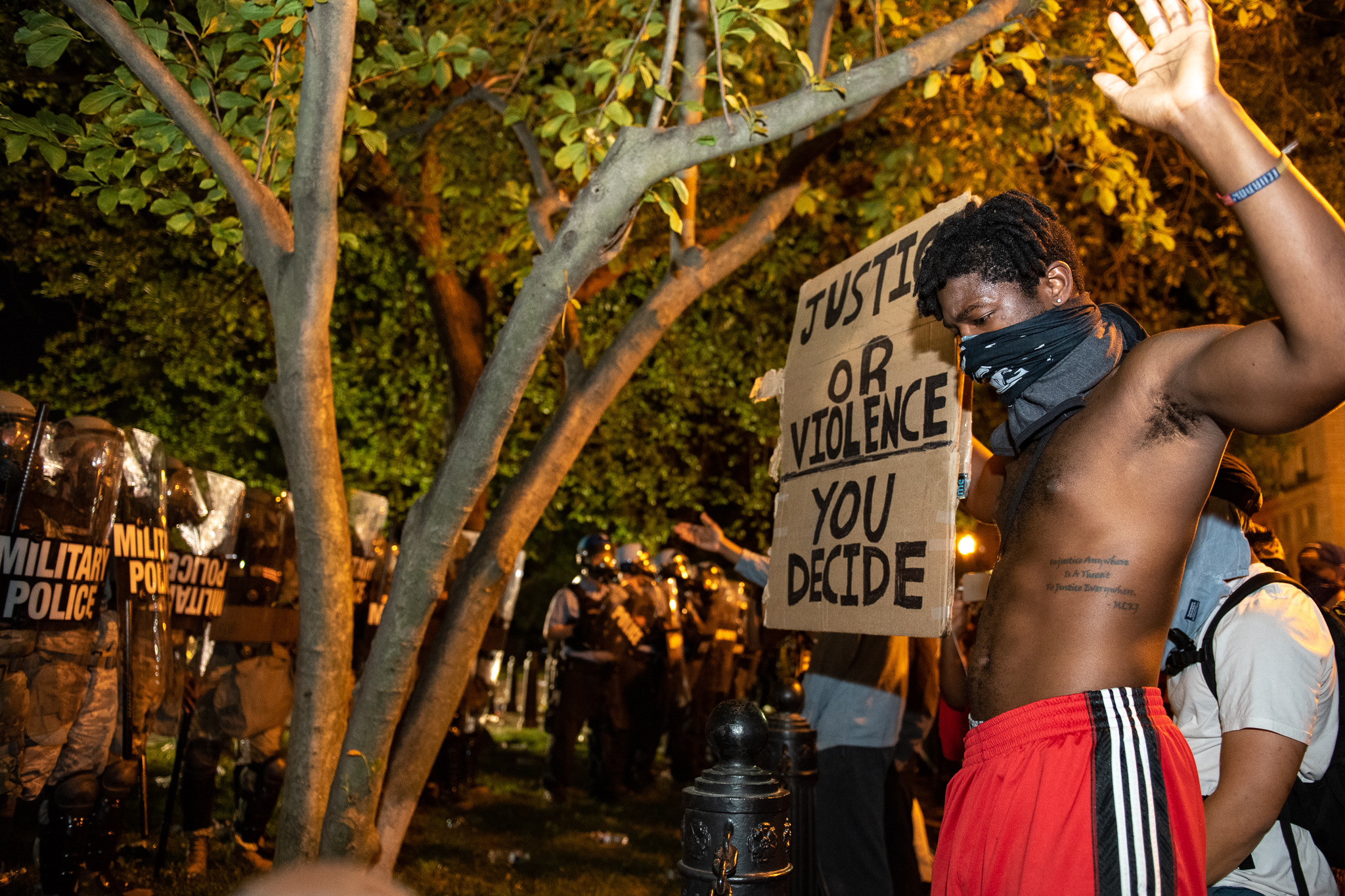
Protesta por el asesinato de George Floyd en Lafayette Square, Washington D. C. Estados Unidos, 30 de mayo de 2020

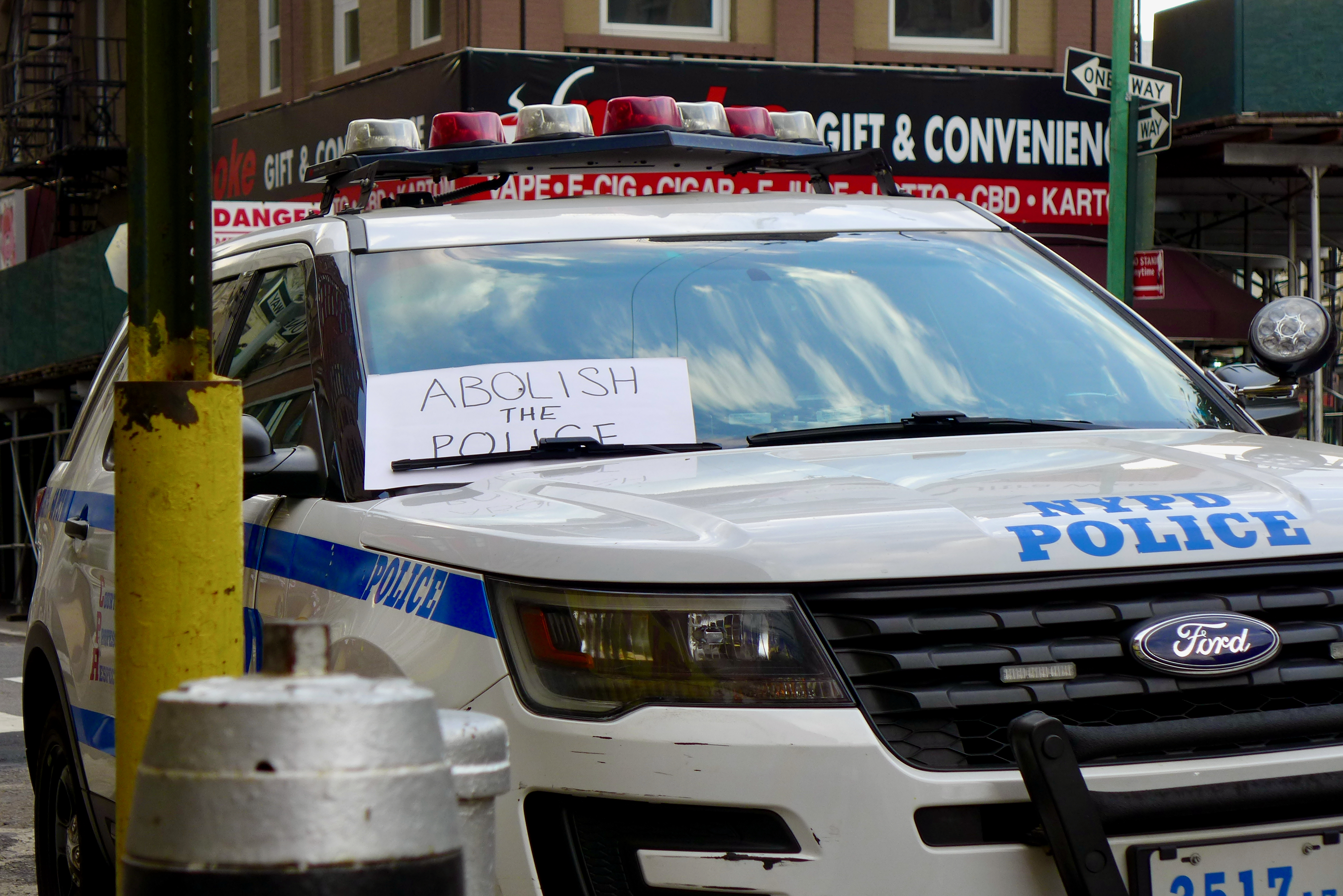
Un cartel con el frase «Abolish the police» («Abolir la policía») colocado en un vehículo del NYPD durante las protestas por la muerte de George Floyd.

Ocho minutos y 46 segundos (8:46) es un símbolo de brutalidad policial asociada con la muerte de George Floyd. George Floyd, un ciudadano afroestadounidense, falleció luego de ser arrestado por la policía de Mineápolis al usar, según se dice, un billete falso en una tienda de comestibles. George fue inmovilizado en el suelo siendo aplastado por el cuello y presionado por un total de 3 policías. Durante 8 minutos con 46 segundos, George imploró por su vida, llegando a decir 11 veces "I can't breathe!" (no puedo respirar) rogándole al policía por su vida. La gente de alrededor, quienes estaban grabando la situación, también lanzaron gritos dirigidos al policía para que se levantara de encima del aprehendido. 
Al cabo de unos minutos, se veía a George en el suelo sin mostrar signos de vida, siendo declarado muerto al llegar al hospital. Falleciendo bajo custodia policial después de que el oficial Derek Chauvin se arrodilló sobre su cuello durante unos ocho minutos. La duración se informó durante semanas como 8:46 hasta que los fiscales reconocieron un error y lo revisaron a 7:46. 
En los días posteriores a su muerte, y las protestas que siguieron, ese período de tiempo específico se ha convertido en un foco de conmemoraciones y debates, especialmente en torno al Blackout Tuesday. El tiempo se ha mencionado específicamente en las protestas de "muerte" en Minneapolis, Nueva York, Boston, Detroit, Filadelfia, Portland, Chicago, Denver y otras ciudades, donde los manifestantes se acostaron durante ocho minutos y 46 segundos para protestar contra la brutalidad policial y los crímenes raciales cometidos por agentes de la ley en los Estados Unidos.
El intervalo de tiempo también se ha utilizado en numerosas conmemoraciones, vigilias y reuniones para reconocer a Floyd y protestar por su homicidio, incluso en su memorial el 4 de junio de 2020.

## Cálculo del intervalo de tiempo
La duración comprende el intervalo de tiempo durante el cual el oficial Chauvin presionó con su rodilla en el cuello de Floyd, comenzando después de que Floyd fuera sacado de su automóvil y retenido por la policía de Minneapolis. Chauvin procedió a aplicar una restricción de cuello mientras Floyd estaba acostado sobre su estómago. La queja del Fiscal del Condado de Hennepin contra Chauvin dijo:
El acusado tuvo su rodilla en el cuello del Sr. Floyd durante 8 minutos y 46 segundos en total. Dos minutos y 53 segundos después de que el Sr. Floyd no respondiera. La policía está entrenada en que este tipo de restricción con un sujeto en posición prono es inherentemente peligroso
La denuncia de cargos registra que Floyd fue sacado del patrullero a las 8:19:38 p. m. y Chauvin aplicando su rodilla al cuello de Floyd hasta las 8:27:24 p. m. Se ha observado que estas marcas de tiempo suman 7:46 en lugar de 8:46, aunque el último período de tiempo ha sido el foco de comentarios públicos y conmemoraciones. El 17 de junio, la fiscalía admitió que la denuncia se suspendió en un minuto y que el tiempo real fue de 7 minutos y 46 segundos. El New York Times ha señalado que su propia reconstrucción de los eventos de los videos existentes mostró que el período de tiempo fue probablemente de 8 minutos y 15 segundos.

## Protestas y conmemoraciones
Además de las muertes que han utilizado ocho minutos y 46 segundos como duración, numerosas marchas y reuniones han utilizado la duración para marcar momentos de silencio, vigilias, oraciones, ralentizaciones del tráfico o arrodillarse. El memorial de George Floyd en Minneapolis el 4 de junio de 2020 terminó con los asistentes de pie a las 8:46 para conmemorar a Floyd. 

### Ciudades e instituciones
En San Petersburgo, Florida, los funcionarios de la ciudad anunciaron que del 2 al 9 de junio, los ciudadanos deberían "unirse en una protesta silenciosa y pacífica parados afuera en su porche o patio durante 8 minutos y 46 segundos" cada noche a las 8:00 p. m. Siguiendo el ejemplo del Empire State Building de la ciudad de Nueva York, el Centro Kennedy en Washington D. C., ha declarado que se oscurecería durante nueve noches para reconocer los casi nueve minutos que Floyd estuvo detenido con un cuello. El 9 de junio de 2020, el gobernador de Minnesota, Tim Walz, emitió una proclamación declarando ocho minutos y 46 segundos de silencio a las 11:00 a. m. CDT en memoria de George Floyd, que coincidió con el comienzo del funeral de Floyd en Houston, Texas, ese día.

### Político
Los senadores demócratas observaron ocho minutos y 46 segundos de silencio, con algunos arrodillados, durante su reunión del 4 de junio de 2020.

### Corporaciones
El 3 de junio de 2020, el CEO Sundar Pichai les dijo a los empleados de Alphabet y Google que honraran las vidas de negros perdidos en relación con la muerte de George Floyd. Él dijo: "Hoy a la 1:00 p.m. PDT estaremos parados juntos para honrar los recuerdos de vidas negras perdidas en un minuto de silencio de 8 minutos y 46 segundos".
La Bolsa de Nueva York observó 8:46 de silencio, comenzando su silencio al mismo tiempo que comenzó el funeral de Floyd en Houston. Este fue el momento de silencio más largo que se haya tenido en sus 228 años de historia.

### Deportes
El 3 de junio de 2020, el equipo de béisbol de los Dodgers de Los Ángeles anunció que estaban iluminando su estadio deportivo local para honrar a George Floyd. En un mensaje de Twitter, dijeron: "Los Dodgers se unieron a las familias de Los Ángeles para iluminar nuestras luces del Dodger Stadium hacia el cielo a las 9 p.m. durante 8 minutos y 46 segundos en reconocimiento de George Floyd".

### Medios de comunicación
Las estaciones de radio, como KHKS en Dallas, Texas, incluyeron ocho minutos y 46 segundos de silencio en recuerdo de Floyd. Después de regresar de la emisión del silencio, el anfitrión de KHKS, Billy the Kidd, dijo: "8 minutos y 46 segundos, eso es lo que se siente. 8 minutos y 46 segundos, la vida de otra persona negra termina, sin ninguna razón".
Los principales servicios de transmisión Spotify, Apple Music, Amazon Music y YouTube Music programaron programas especiales relacionados para rendir homenaje a la muerte de Floyd. Spotify incluyó una pausa de 8:46 en las listas de reproducción, en solidaridad con el hashtag de música #TheShowMustBePaused.
ViacomCBS emitió un anuncio de servicio público de ocho minutos y 46 segundos de duración en 11 de sus canales de televisión a las 5 p. m. EST el 1 de junio de 2020, que consiste en las palabras "No puedo respirar" en mayúsculas, pulsando sobre un fondo negro acompañado de sonidos de respiración. 
Al mismo tiempo, el canal de televisión infantil Nickelodeon, otra propiedad de ViacomCBS, tenía una pantalla naranja para las 8:46 en "apoyo a la justicia, la igualdad y los derechos humanos". Todos los 19 canales de televisión estadounidenses propiedad de Discovery, Inc. suspendieron la programación regular durante 8 minutos y 46 segundos el 2 de junio de 2020 a las 8 p. m. EST en participación con Blackout Tuesday. Este movimiento fue liderado por Oprah Winfrey Network, propiedad de Discovery. Las redes emitieron una pantalla oscura con el mensaje "Honramos a George Floyd y a todos los que vinieron antes. Estamos en contra de la discriminación y la injusticia social", junto con un enlace al sitio web de Discovery RISE, una iniciativa global establecida por Discovery en colaboración con Save the Children.
8 minutos y 46 segundos fue el título de una investigación del New York Times que reconstruyó los eventos que rodearon la muerte de Floyd utilizando imágenes de seguridad, videos de testigos y documentos oficiales. El escritor Graeme Wood de The Atlantic escribió una columna titulada "¿Cómo te arrodillas en un cuello por nueve minutos?" donde simuló las condiciones físicas de aplicar ocho minutos y 46 segundos de restricción del cuello. Él escribió: "Mi simulador crudo incluía un cronómetro y arrodillado sobre una estera enrollada de yoga", mientras registraba sus experiencias a los 20 segundos, 1 minuto, 3 minutos y más.
El 4 de junio de 2020, The Associated Press publicó una historia ampliamente sindicada, "8:46: Un número se convierte en un símbolo potente de brutalidad policial" que decía: "Todos los movimientos de protesta tienen lemas. George Floyd tiene un número: 8:46".

### Sitios web
Un sitio web con la dirección 8m46s.com surgió unos días después de la muerte de Floyd, permitiendo al usuario reproducir un temporizador de ocho minutos y 46 segundos, acompañado de una transcripción parcial de las palabras finales de Floyd.
Wikipedia también se unió a la causa con el #BlackLivesMatter.